# Las Flores (Califòrnia)
Las Flores és una concentració de població designada pel cens del Comtat d'Orange (Califòrnia). Segons el cens del 2000 tenia 5.625 habitants.

## Demografia
Segons el cens del 2000, Las Flores tenia 5.625 habitants, 1.936 habitatges, i 1.486 famílies. La densitat de població era de 1.085,9 habitants/km².
Dels 1.936 habitatges en un 51,8% hi vivien nens de menys de 18 anys, en un 67,9% hi vivien parelles casades, en un 6,7% dones solteres, i en un 23,2% no eren unitats familiars. En el 14,7% dels habitatges hi vivien persones soles el 0,7% de les quals corresponia a persones de 65 anys o més que vivien soles. El nombre mitjà de persones vivint en cada habitatge era de 2,91 i el nombre mitjà de persones que vivien en cada família era de 3,31.
Per edats la població es repartia de la següent manera: un 32,4% tenia menys de 18 anys, un 5,9% entre 18 i 24, un 46,7% entre 25 i 44, un 12,4% de 45 a 60 i un 2,5% 65 anys o més.
L'edat mediana era de 30 anys. Per cada 100 dones de 18 o més anys hi havia 95,5 homes.
La renda mediana per habitatge era de 89.978 $ i la renda mediana per família de 100.448 $. Els homes tenien una renda mediana de 70.397 $ mentre que les dones 46.029 $. La renda per capita de la població era de 38.241 $. Entorn del 0,3% de les famílies i l'1,1% de la població estaven per davall del llindar de pobresa.

## Poblacions properes
El següent diagrama mostra les poblacions més properes.